# Oldenburger Wunderhorn

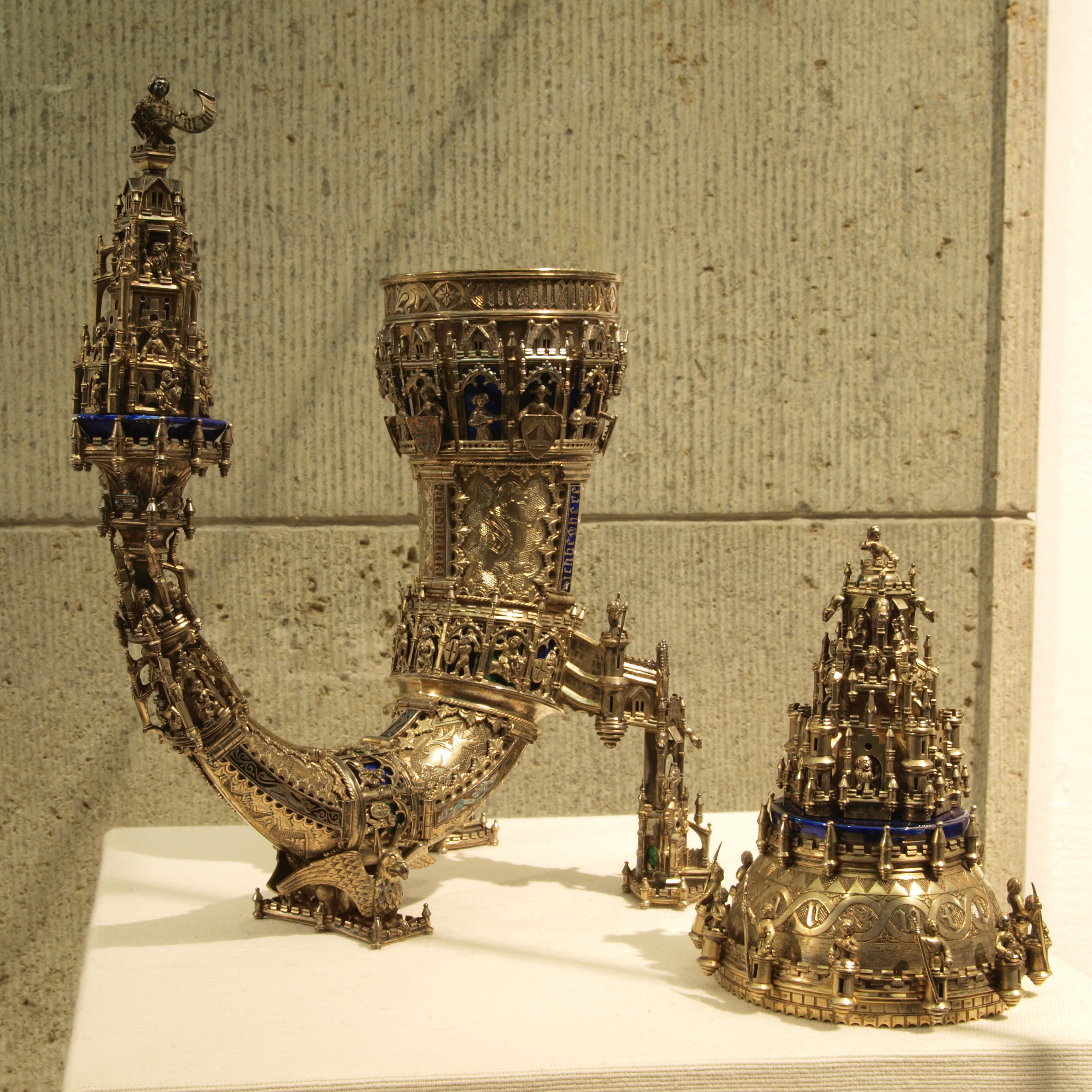
Kopie des Oldenburger Wunderhorns im Museum für Hamburgische Geschichte

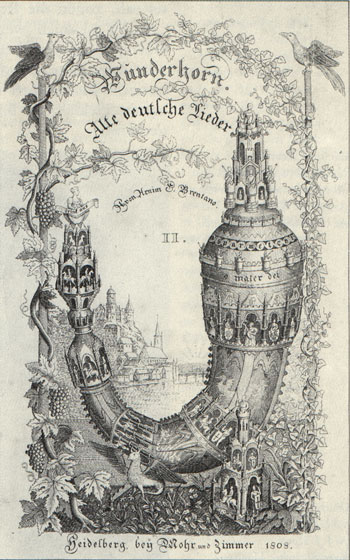
Wunderhorn als Titeldarstellung des II. Bandes von Des Knaben Wunderhorn, 1808

Das Oldenburger Wunderhorn ist ein spätmittelalterliches Trinkhorn, das als ein Symbol des Oldenburger Grafenhauses gilt und sich heute in Kopenhagen befindet. Es ist auch Gegenstand der Sage vom Oldenburger Wunderhorn.

## Geschichte
Das Oldenburger Wunderhorn ist ein reich verziertes Trinkhorn aus vergoldetem Silber mit einer Höhe von 37 cm und einer Länge von 22 cm. Es handelt sich wahrscheinlich um eine Kölner Goldschmiedearbeit aus  dem Jahre 1474/75, die im 16. Jahrhundert nach Oldenburg i.O. gelangte und im Oldenburger Schloss verwahrt wurde. Neuere Forschungen vermuten aber aufgrund der abgebildeten Kleidung eine Datierung um 1400. 1592 ist es im Inventarium des gräflichen Silberschatzes bezeugt.
Während der Regierungszeit Graf Anton Günthers von Oldenburg und Delmenhorst (reg. 1603–1667) wurde das bekannte Horn den Gästen als Sehenswürdigkeit gezeigt. Mit dem Tod des Grafen Anton Günther fielen die Grafschaften Oldenburg und Delmenhorst durch Erbfolge an die königlich-dänische Linie des Hauses Oldenburg, die das Horn nach Kopenhagen brachte. Seit 1824 befindet sich das Oldenburger Wunderhorn auf Schloss Rosenborg in Kopenhagen.
1863 wurde in Dänemark eine originalgetreue Kopie gefertigt, die heute im Oldenburger Schloss ausgestellt wird. Eine weitere Kopie befindet sich im Bestand des Museums für Hamburgische Geschichte.

## Die Sage vom Oldenburger Wunderhorn
Um das Oldenburger Wunderhorn rankt sich folgende Sage, die das kunsthandwerkliche Objekt mit der oldenburgischen Landesgeschichte verknüpft:
Um das Jahr 989 war Graf Otto von Oldenburg auf der Jagd im Barneführerholz bei Oldenburg. Auf der Jagd nach einem Reh trennte er sich von seinem Gefolge und stand plötzlich allein mit seinem Schimmel auf den sandigen Osenbergen. Ihn dürstete, und da trat eine schöne Fee aus dem Hügel heraus und bot ihm ein kunstvolles Jägerhorn an, aus dem er trinken solle. Otto aber weigerte sich, weil ihm der Inhalt verdächtig vorkam. Da sagte die Fee: „Trinket aus, so soll es Euch und Eurem Land wohl ergehen. Trinkt Ihr aber nicht, so wird Euer Grafenhaus in Zwietracht zerfallen.“ Otto aber schüttete den Inhalt hinter sich, wobei ein paar Tropfen auf den Rücken seines Pferdes fielen und dessen Fell versengten. Als die Fee das leere Trinkhorn zurückverlangte, ritt der Graf damit schnell davon.

## Verwendung als Abbildung und Bezeichnung
Achim von Arnim (1781–1831) und Clemens Brentano (1778–1842) gaben zwischen 1806 und 1808 die dreibändige Sammlung deutscher Volksliedtexte Des Knaben Wunderhorn heraus. Als Titelkupfer des zweiten Bandes (Heidelberg 1808) wurde eine Abbildung des Oldenburger Wunderhorns verwendet, für die Wilhelm Grimm (1786–1859) die Vorlage geliefert hatte und die das Oldenburger Wunderhorn allgemein bekannt machte.
Nach dem Oldenburger Wunderhorn sind benannt:
- Internationales Robert-Schumann-Turnier um das Oldenburger Wunderhorn, ein seit 1985 stattfindendes Handball-Turnier der Frauen
- Oldenburger Wunderhorn-Essen, eine seit 2001 stattfindende gastronomische Veranstaltung des Köche-Clubs Weser-Ems e. V.
- Im Wunderhorn, eine Straße im Oldenburger Stadtteil Osternburg